# Bileșciîna, Prîlukî
Bileșciîna (în ucraineană Білещина) este un sat în comuna Suhopolova din raionul Prîlukî, regiunea Cernihiv, Ucraina.

## Demografie
Componența lingvistică a localității Bileșciîna
     Ucraineană (95,24%)
     Rusă (4,76%)
Conform recensământului din 2001, majoritatea populației localității Bileșciîna era vorbitoare de ucraineană (95,24%), existând în minoritate și vorbitori de rusă (4,76%).